# نادی‌چرکس
نادْیْ‌چرکس (به مجاری:  Nagycserkesz) یک منطقهٔ مسکونی در مجارستان است که در سابولچ-ساتمار-برگ واقع شده‌است. نادی‌چرکس ۴۱٫۵ کیلومتر مربع مساحت و ۱٬۷۷۸ نفر جمعیت دارد.